# Wagneriana taim
Wagneriana taim là một loài nhện trong họ Araneidae.
Loài này thuộc chi Wagneriana. Wagneriana taim được Herbert Walter Levi miêu tả năm 1991.